# The 1
The 1 è un singolo della cantante statunitense Taylor Swift, pubblicato il 9 ottobre 2020 come singolo promozionale dall'ottavo album in studio Folklore.

## Formazione
Musicisti
- Taylor Swift – voce
- Aaron Dessner – pianoforte, chitarra acustica, chitarra elettrica, programmazione della batteria, mellotron, OP1, basso synth
- Bryce Dessner – orchestrazione
- Thomas Bartlett – sintetizzatore, OP1
- Jason Treuting – percussioni
- Yuki Numara Resnick – viola, violino

Produzione
- Taylor Swift – produzione esecutiva, produzione
- Aaron Dessner – produzione, registrazione
- Jonathan Low – registrazione, missaggio
- Laura Sisk – registrazione voce
- Thomas Bartlett – registrazione sintetizzatore e OP1
- Jason Treuting – registrazione percussioni
- Kyle Resnick – registrazione viola e violino
- Randy Merrill – mastering

## Classifiche
| Classifica (2020) | Posizione massima |
| ----------------- | ----------------- |
| Australia         | 4                 |
| Canada            | 7                 |
| Estonia           | 36                |
| Irlanda           | 7                 |
| Malaysia          | 5                 |
| Nuova Zelanda     | 7                 |
| Paesi Bassi       | 99                |
| Portogallo        | 56                |
| Regno Unito       | 10                |
| Singapore         | 5                 |
| Stati Uniti       | 4                 |
| Svezia            | 66                |
| Svizzera          | 92                |